# Бандурка (селище)
Бандурка —  селище в Україні, у Мигіївській сільській громаді Первомайського району Миколаївської області. Населення становить 903 особи.